# Finn Guttormsen
Finn Guttormsen (* 16. Juli 1968 in Mosjøen (Norwegen)) ist ein norwegischer Jazz-Bassist. 
Er studierte am Musikkonservatorium in Trondheim (Musikkonservatoriet i Trondheim) und ist Gründungsmitglied der Gruppe Farmers Market. 1995 löste er Ingebrigt Håker Flaten als Bassist bei The Source ab, wo er bis 2005 Mitglied war. Daneben spielte er bei Airamero und Hemisfair.
In jüngerer Zeit ist er im Quartett von Håkon Storm-Mathisen sowie in der Silje Nergaard Band aktiv.